# Amietina
Amietina é um género de Scarabaeidae ou escaravelhos na superfamília Scarabaeoidea.